# Пиноль
Пино́ль, пино́ле (исп. Pinol, pinole) — напиток, распространённый в Латинской Америке.
Готовится из кукурузной муки с сахаром и корицей. Его родиной является мексиканский штат Чьяпас, где на языке майя «пинолли» означает кукурузную муку. Пиноль местные индейцы готовили еще до прихода испанцев.
Этот напиток популярен в Мексике, Гватемале, Никарагуа, Эквадоре и Колумбии. Некоторые варианты пиноля приготовляются из молотых семян чиа.
В Никарагуа в пиноль добавляют какао, гвоздику, перец. Его подают в красивых резных чашах-хикарах из скорлупы плодов калебасового дерева.
В Гватемале пиноль употребляют в двух видах: как суп (recado) или как напиток (atol). Его пьют как холодным, так и горячим, а также подают к куриным или говяжьим бульонам, к салатам, к рису и другим блюдам в качестве своеобразного соуса. 